# 司危一
小馬座β，又名BD+06 4811，HD 203562、SAO 126749、HR 8178，是小馬座的一颗恒星，视星等为5.16，位于銀經59，銀緯-29.23，其B1900.0坐标为赤經21h 17m 55.8s，赤緯+6° -29.23′ 1″。